# Stasiak
O sobrenome polonês Stasiak (variantes: Staszak, Stašák):
- Frédéric Stasiak (* 1966) [1]
- Ludwik Stasiak (1858, Bochnia – 1924, Bochnia), um pintor, um escritor e editor polonês [2]
- Michał Stasiak (* 1981, Zduńska Wola), um futebolista polonês [3]
- George Stipich, "Stan Stasiak" (1937, Arvida – 1997), um lutador de wrestling profissional canadense; O pai do lutador profissional Shawn Stasiak [4]
  - Shawn Emile Stipich, "Shawn Stasiak" (* 1970, Hayward), um quiroprático e lutador de wrestling profissional canadense [5]
- Władysław Stasiak (1966–2010), um oficial e político polonês